# Джон Александер (австралійський політик)
Джон Александер (англ. John Alexander; нар. 4 липня 1951) — австралійський політик, колишній тенісист.
Найвищу одиночну позицію світового рейтингу — 8 місце досяг 15 грудня 1975, парну — 15 місце — 23 серпня 1977 року.
Здобув 7 одиночних та 28 парних титулів.
Перемагав на турнірах Великого шолома в парному розряді.
Завершив кар'єру 1985 року.

## Фінали за кар'єру

### Одиночний розряд: 27 (7–20)
| Результат | Ранг | Дата     | Турнір                | Покриття  | Суперник                    | Рахунок            |
| --------- | ---- | -------- | --------------------- | --------- | --------------------------- | ------------------ |
| Поразка   | 1.   | Сер 1970 | Кіцбюель, Австрія     | Ґрунт     | Желько Франулович           | 4–6, 7–9, 4–6      |
| Поразка   | 2.   | Січ 1971 | Гобарт, Австралія     | Тверде    | Олександр Метревелі         | 6–7, 3–6, 6–4, 3–6 |
| Поразка   | 3.   | Січ 1971 | Сідней, Австралія     | Тверде    | Філ Дент                    | 3–6, 4–6, 4–6      |
| Поразка   | 4.   | Тра 1971 | Тегеран, Іран         | Ґрунт     | Марті Ріссен                | 7–6, 1–6, 3–6, 6–7 |
| Поразка   | 5.   | Гру 1972 | Йоганесбурґ, ПАР      | Тверде    | Джон Ньюкомб                | 1–6, 6–7           |
| Поразка   | 6.   | Кві 1973 | Гетеборг, Швеція      | Килим (i) | Стен Сміт                   | 7–5, 4–6, 2–6      |
| Поразка   | 7.   | Вер 1973 | Сіетл, США            | Тверде    | Том Оккер                   | 5–7, 4–6           |
| Поразка   | 8.   | Січ 1974 | Лейквей, США          |           | Кліфф Річі                  | 6–7, 1–6           |
| Поразка   | 9.   | Кві 1974 | Йоганесбурґ, ПАР      | Тверде    | Ендрю Паттісон              | 3–6, 5–7           |
| Перемога  | 1.   | Лют 1975 | Fort Worth WCT, США   | Тверде    | Дік Стоктон (тенісист)      | 7–6(7–2), 4–6, 6–3 |
| Поразка   | 10.  | Бер 1975 | Atlanta WCT, США      | Килим (i) | Марк Кокс                   | 3–6, 6–7(3–7)      |
| Перемога  | 2.   | Бер 1975 | Тусон, США            | Тверде    | Іліє Настасе                | 7–5, 6–2           |
| Поразка   | 11.  | Лип 1975 | Чикаго, США           | Килим (i) | Роско Теннер                | 1–6, 7–6, 6–7      |
| Поразка   | 12.  | Бер 1977 | St. Louis WCT, США    | Килим (i) | Джиммі Коннорс              | 6–7(5–7), 2–6      |
| Перемога  | 3.   | Лип 1977 | Норт-Конвей, США      | Ґрунт     | Мануель Орантес             | 2–6, 6–4, 6–4      |
| Поразка   | 13.  | Лип 1978 | Луїсвілл, США         | Ґрунт     | Гаролд Соломон              | 2–6, 2–6           |
| Поразка   | 14.  | Лип 1978 | Норт-Конвей, США      | Ґрунт     | Едді Діббс                  | 4–6, 4–6           |
| Поразка   | 15.  | Жов 1978 | Брисбен, Австралія    | Трава     | Марк Едмондсон              | 4–6, 6–7           |
| Поразка   | 16.  | Бер 1979 | Мілан, Італія         | Килим (i) | Джон Макінрой               | 4–6, 3–6           |
| Поразка   | 17.  | Кві 1979 | Ніцца, Франція        | Ґрунт     | Віктор Печчі                | 3–6, 2–6, 5–7      |
| Перемога  | 4.   | Лип 1979 | Луїсвілл, США         | Тверде    | Террі Мур                   | 7–6, 6–7, 3–3 ret. |
| Поразка   | 18.  | Вер 1979 | Атланта, США          | Тверде    | Еліот Телчер                | 3–6, 6–4, 2–6      |
| Перемога  | 5.   | Чер 1982 | Бристоль, Англія      | Трава     | Тім Майотт                  | 6–3, 6–4           |
| Поразка   | 19.  | Вер 1982 | Палермо, Італія       | Ґрунт     | Маріо Мартінес              | 4–6, 5–7           |
| Перемога  | 6.   | Гру 1982 | Сідней, Австралія     | Трава     | Джон Фіцджеральд (тенісист) | 4–6, 7–6, 6–4      |
| Перемога  | 7.   | Січ 1983 | Окленд, Нова Зеландія | Тверде    | Расселл Сімпсон (тенісист)  | 6–4, 6–3, 6–3      |
| Поразка   | 20.  | Лип 1983 | Саут-Орандж, США      | Ґрунт     | Бред Дрюетт                 | 6–4, 4–6, 6–7      |

### Парний розряд: 53 (28–25)
| Результат | Ранг | Рік  | Турнір                                  | Покриття   | Партнер                     | Суперники                         | Рахунок                 |
| --------- | ---- | ---- | --------------------------------------- | ---------- | --------------------------- | --------------------------------- | ----------------------- |
| Поразка   | 1.   | 1970 | Відкритий чемпіонат Австралії, Мельбурн | Трава      | Філ Дент                    | Боб Лутц Стен Сміт                | 3–6, 6–8, 3–6           |
| Поразка   | 2.   | 1970 | Гілверсум, Нідерланди                   | Тверде     | Філ Дент                    | Білл Боурі Овен Девідсон          | 3–6, 4–6, 2–6           |
| Перемога  | 1.   | 1970 | Кіцбюель, Австрія                       | Ґрунт      | Філ Дент                    | Желько Франулович Ян Кодеш        | 10–8, 6–2, 6–4          |
| Перемога  | 2.   | 1971 | Sydney International, Австралія         | Тверде     | Філ Дент                    | Мал Андерсон Олександр Метревелі  | 6–7, 2–6, 6–3, 7–6, 7–6 |
| Перемога  | 3.   | 1971 | Hamburg Masters, Німеччина              | Ґрунт      | Андрес Хімено               | Дік Крілі Аллан Стоун             | 6–4, 7–5, 7–9, 6–4      |
| Перемога  | 4.   | 1971 | Гштад, Швейцарія                        | Ґрунт      | Філ Дент                    | Джон Ньюкомб Том Оккер            | 5–7, 6–3, 6–4           |
| Перемога  | 5.   | 1971 | Лос-Анджелес, США                       | Тверде     | Філ Дент                    | Френк Фролінг Кларк Гребнер       | 7–6, 6–4                |
| Поразка   | 3.   | 1971 | Vancouver WCT, Канада                   | Тверде     | Філ Дент                    | Рой Емерсон Род Лейвер            | 7–5, 7–6, 0–6, 5–7, 6–7 |
| Поразка   | 4.   | 1972 | Quebec WCT, Канада                      | Тверде (i) | Террі Еддісон               | Боб Кармайкл Рей Раффелз          | 6–4, 3–6, 5–7           |
| Поразка   | 5.   | 1972 | St. Louis WCT, США                      | Килим (i)  | Філ Дент                    | Джон Ньюкомб Тоні Роч             | 6–7, 2–6                |
| Перемога  | 6.   | 1972 | Bretton Woods, США                      | Тверде     | Фред Столл                  | Нікола Пилич Кліфф Річі           | 7–6, 7–6                |
| Перемога  | 7.   | 1972 | Louisville WCT, США                     | Ґрунт      | Філ Дент                    | Артур Еш Боб Луц                  | 6–4, 6–3                |
| Поразка   | 6.   | 1973 | Відкритий чемпіонат Австралії, Мельбурн | Трава      | Філ Дент                    | Мал Андерсон Джон Ньюкомб         | 3–6, 4–6, 6–7           |
| Перемога  | 8.   | 1973 | Toronto WCT, Канада                     | Килим (i)  | Філ Дент                    | Рой Емерсон Род Лейвер            | 3–6, 6–4, 6–4, 6–2      |
| Поразка   | 7.   | 1973 | Brussels WCT, Бельгія                   | Килим (i)  | Філ Дент                    | Боб Луц Стен Сміт                 | 4–6, 6–7                |
| Перемога  | 9.   | 1973 | Мастерс Цинциннаті, США                 | Ґрунт      | Філ Дент                    | Браян Готтфрід Рауль Рамірес      | 1–6, 7–6, 7–6           |
| Поразка   | 8.   | 1974 | Richmond WCT, США                       | Килим (i)  | Філ Дент                    | Нікола Пилич Аллан Стоун          | 3–6, 6–3, 6–7           |
| Перемога  | 10.  | 1974 | Miami WCT, США                          | Тверде     | Філ Дент                    | Том Оккер Марті Ріссен            | 4–6, 6–4, 7–5           |
| Перемога  | 11.  | 1974 | Мастерс Монте-Карло, Монако             | Ґрунт      | Філ Дент                    | Мануель Орантес Тоні Роч          | 7–6, 4–6, 7–6, 6–3      |
| Поразка   | 9.   | 1974 | Сан-Франциско, США                      | Тверде (i) | Сід Болл                    | Боб Лутц Стен Сміт                | 4–6, 6–7                |
| Перемога  | 12.  | 1975 | Відкритий чемпіонат Австралії, Мельбурн | Трава      | Філ Дент                    | Боб Кармайкл Аллан Стоун          | 6–3, 7–6                |
| Поразка   | 10.  | 1975 | Fort Worth WCT, США                     | Тверде     | Філ Дент                    | Боб Луц Стен Сміт                 | 7–6, 6–7, 3–6           |
| Перемога  | 13.  | 1975 | San Antonio WCT, США                    | Тверде     | Філ Дент                    | Марк Кокс Кліфф Дрісдейл          | 7–6, 4–6, 6–4           |
| Поразка   | 11.  | 1975 | Tokyo Indoor, Японія                    | Килим (i)  | Філ Дент                    | Боб Луц Стен Сміт                 | 4–6, 7–6, 2–6           |
| Перемога  | 14.  | 1975 | Лас-Вегас, США                          | Тверде     | Філ Дент                    | Боб Кармайкл Кліфф Дрісдейл       | 6–1, 6–4                |
| Поразка   | 12.  | 1975 | Відкритий чемпіонат Франції, Париж      | Ґрунт      | Філ Дент                    | Браян Готтфрід Рауль Рамірес      | 4–6, 6–2, 2–6, 4–6      |
| Перемога  | 15.  | 1975 | Чикаго, США                             | Килим (i)  | Філ Дент                    | Майк Кейгілл Джон Вітлінгер       | 6–3, 6–4                |
| Поразка   | 13.  | 1975 | Норт-Конвей, США                        | Ґрунт      | Філ Дент                    | Харун Рахім Ерік ван Діллен       | 6–7, 6–7                |
| Перемога  | 16.  | 1976 | Atlanta WCT, США                        | Килим (i)  | Філ Дент                    | Войцех Фібак Карл Майлер          | 6–3, 6–4                |
| Поразка   | 14.  | 1976 | St. Louis WCT, США                      | Килим (i)  | Філ Дент                    | Браян Готтфрід Рауль Рамірес      | 4–6, 2–6                |
| Перемога  | 17.  | 1976 | Denver WCT, США                         | Килим (i)  | Філ Дент                    | Джиммі Коннорс Біллі Мартін       | 6–7, 6–2, 7–5           |
| Поразка   | 15.  | 1977 | Х'юстон WCT, США                        | Тверде     | Філ Дент                    | Іліє Настасе Адріано Панатта      | 3–6, 4–6                |
| Поразка   | 16.  | 1977 | Вімблдонський турнір, Лондон            | Трава      | Філ Дент                    | Росс Кейс Джефф Мастерз           | 3–6, 4–6, 6–3, 9–8, 4–6 |
| Перемога  | 18.  | 1977 | Цинциннаті, США                         | Ґрунт      | Філ Дент                    | Боб Г'юїтт Роско Теннер           | 6–3, 7–6                |
| Перемога  | 19.  | 1977 | Washington Open, США                    | Ґрунт      | Філ Дент                    | Фред Макнеер Шервуд Стюарт        | 7–5, 7–5                |
| Перемога  | 20.  | 1977 | Louisville WCT, США                     | Ґрунт      | Філ Дент                    | Кріс Кехел Кліфф Летчер           | 6–1, 6–4                |
| Поразка   | 17.  | 1977 | Аделаїда, Австралія                     | Трава      | Філ Дент                    | Сід Болл Кім Ворвік               | 6–3, 6–7, 4–6           |
| Перемога  | 21.  | 1977 | Sydney International, Австралія         | Трава      | Філ Дент                    | Рей Раффелз Аллан Стоун           | 7–6, 2–6, 6–3           |
| Поразка   | 18.  | 1977 | Відкритий чемпіонат Австралії, Мельбурн | Трава      | Філ Дент                    | Рей Раффелз Аллан Стоун           | 6–7, 6–7                |
| Перемога  | 22.  | 1978 | Forest Hills WCT, США                   | Ґрунт      | Філ Дент                    | Фред Макнеер Шервуд Стюарт        | 7–6, 7–6                |
| Перемога  | 23.  | 1978 | Атланта, США                            | Тверде     | Балч Волтс                  | Майк Кейгілл Марсельйо Лара       | 3–6, 6–4, 7–6           |
| Перемога  | 24.  | 1978 | Лос-Анджелес, США                       | Килим (i)  | Філ Дент                    | Фред Макнеер Рауль Рамірес        | 6–3, 7–6                |
| Перемога  | 25.  | 1978 | Брисбен, Австралія                      | Трава      | Філ Дент                    | Сід Болл Аллан Стоун              | 6–3, 7–6                |
| Поразка   | 19.  | 1979 | Х'юстон, США                            | Ґрунт      | Джефф Мастерз               | Джін Меєр Шервуд Стюарт           | 1–6, 7–5, 4–6           |
| Поразка   | 20.  | 1979 | Аделаїда, Австралія                     | Трава      | Філ Дент                    | Колін Діблі Кріс Кехел            | 7–6, 6–7, 4–6           |
| Поразка   | 21.  | 1981 | Мехіко, Мексика                         | Ґрунт      | Росс Кейс                   | Джон Ньюкомб Тоні Роч             | 7–6, 3–6, 1–6           |
| Поразка   | 22.  | 1981 | Мауї, США                               | Тверде     | Джеймс Ділейні (тенісист)   | Тоні Грем Метт Мітчелл            | 3–6, 6–3, 6–7           |
| Перемога  | 26.  | 1982 | Відкритий чемпіонат Австралії, Мельбурн | Трава      | Джон Фіцджеральд (тенісист) | Енді Ендрюс (тенісист) Джон Седрі | 6–7, 6–2, 7–6           |
| Перемога  | 27.  | 1982 | Sydney Outdoor, Австралія               | Трава      | Джон Фітцджералд            | Кліфф Летчер Крейг А. Міллер      | 6–4, 7–6                |
| Перемога  | 28.  | 1983 | Bristol Open, Англія                    | Трава      | Джон Фітцджералд            | Том Галліксон Йохан Крік          | 7–5, 6–4                |
| Поразка   | 23.  | 1984 | Рим, Італія                             | Ґрунт      | Майк Ліч                    | Кен Флек Роберт Сегусо            | 6–3, 3–6, 4–6           |
| Поразка   | 24.  | 1984 | Бристоль, Англія                        | Трава      | Джон Фітцджералд            | Ларрі Стефанкі Роберт Вант Гоф    | 4–6, 7–5, 7–9           |
| Поразка   | 25.  | 1985 | Бристоль, Англія                        | Трава      | Расселл Сімпсон (тенісист)  | Едді Едвардс Дані Віссер          | 4–6, 6–7                |

### Виступи в одиночних турнірах Великого шолома
| W | Ф | ПФ | ЧФ | #Р | КТ | К# | DNQ | A | NH |

| Турнір                                 | 1967 | 1968 | 1969 | 1970 | 1971 | 1972 | 1973 | 1974 | 1975 | 1976 | 1977 | 1977 | 1978 | 1979 | 1980 | 1981 | 1982 | 1983 | 1984 | 1985 |
| -------------------------------------- | ---- | ---- | ---- | ---- | ---- | ---- | ---- | ---- | ---- | ---- | ---- | ---- | ---- | ---- | ---- | ---- | ---- | ---- | ---- | ---- |
| Відкритий чемпіонат Австралії з тенісу | 1р   |      | 2р   | 3р   | 3р   | 1р   | 2р   | ПФ   | ЧФ   |      | ПФ   | ПФ   | ЧФ   | 1р   | 1р   | 3р   | 4р   | 2р   | 1р   | 1р   |
| Відкритий чемпіонат Франції з тенісу   |      | 3р   | 1р   | 1р   | 2р   |      | 1р   |      | 4р   |      |      |      | 4р   |      |      |      | 1р   | 4р   | 2р   |      |
| Вімблдонський турнір                   |      | 2р   | 4р   | 2р   | 2р   |      |      | 2р   | 2р   | 1р   | 2р   | 2р   | 4р   | 3р   |      | 1р   | 2р   | 2р   | 1р   |      |
| Відкритий чемпіонат США з тенісу       |      |      | 2р   |      | 4р   | 2р   | 4р   | 3р   | 2р   | 3р   | 2р   | 2р   | 1р   | 2р   |      | 1р   | 1р   |      |      |      |